# Bombardowanie dworca kolejowego w Kole

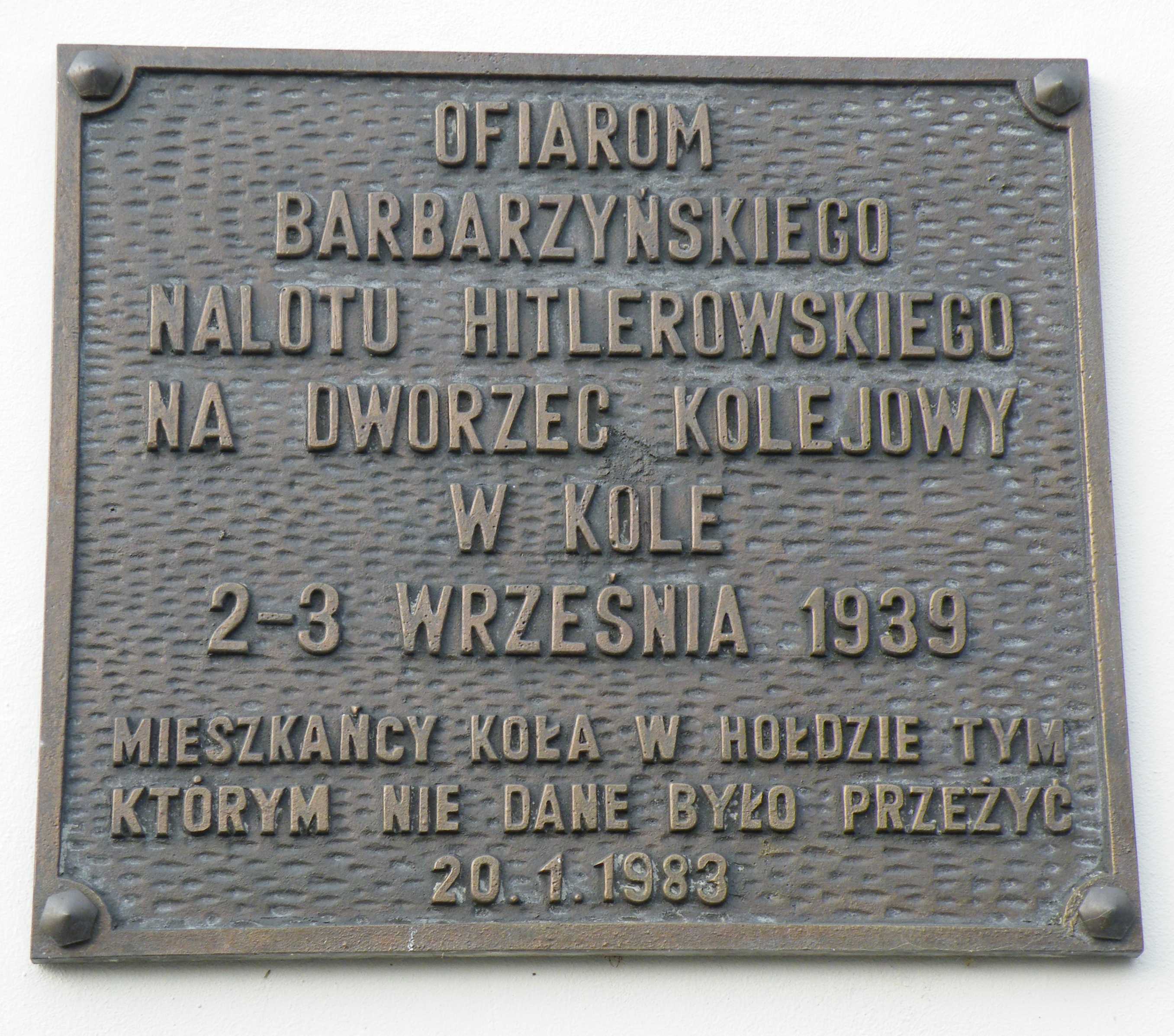
Tablica pamiątkowa na ścianie dworca kolejowego w Kole

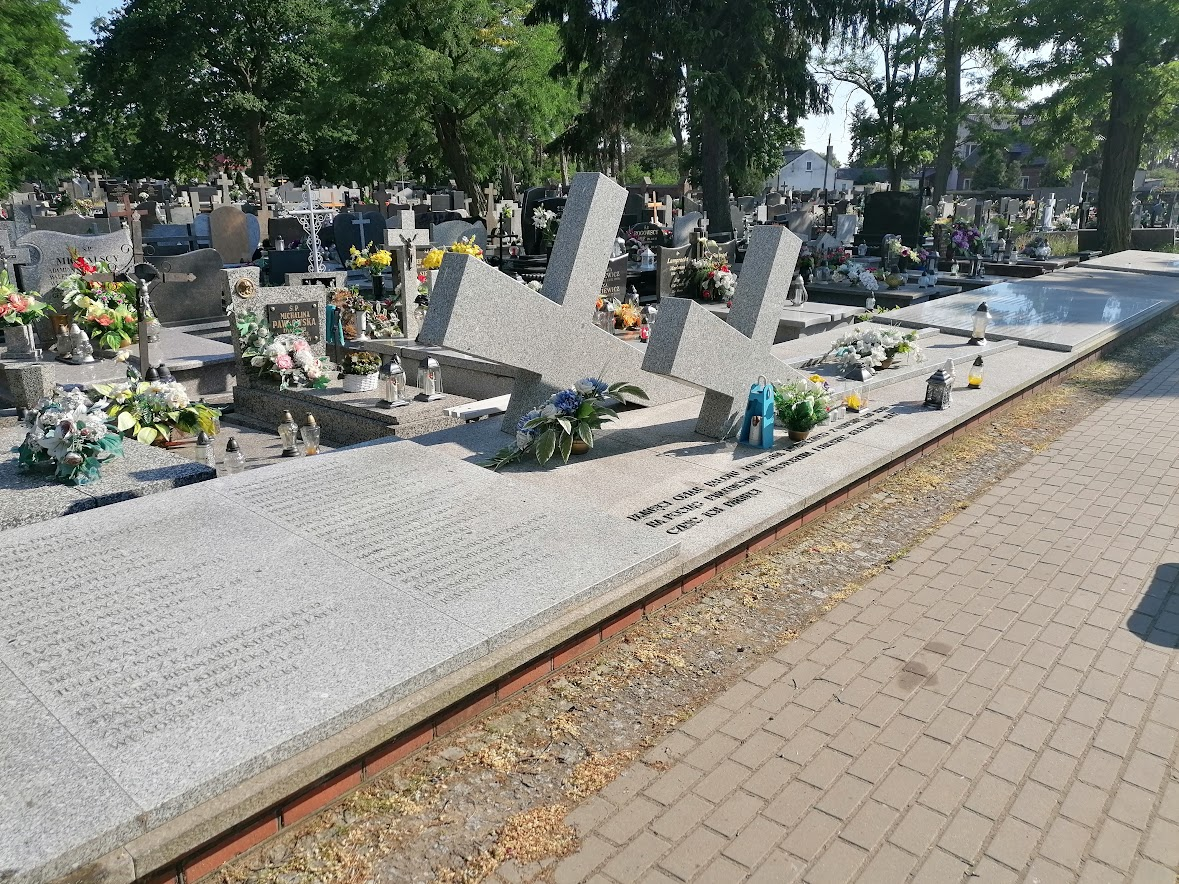
Odsłonięty w 2014 roku pomnik na cmentarzu rzymskokatolickim w Kole, na miejscu zbiorowej mogiły ofiar nalotu

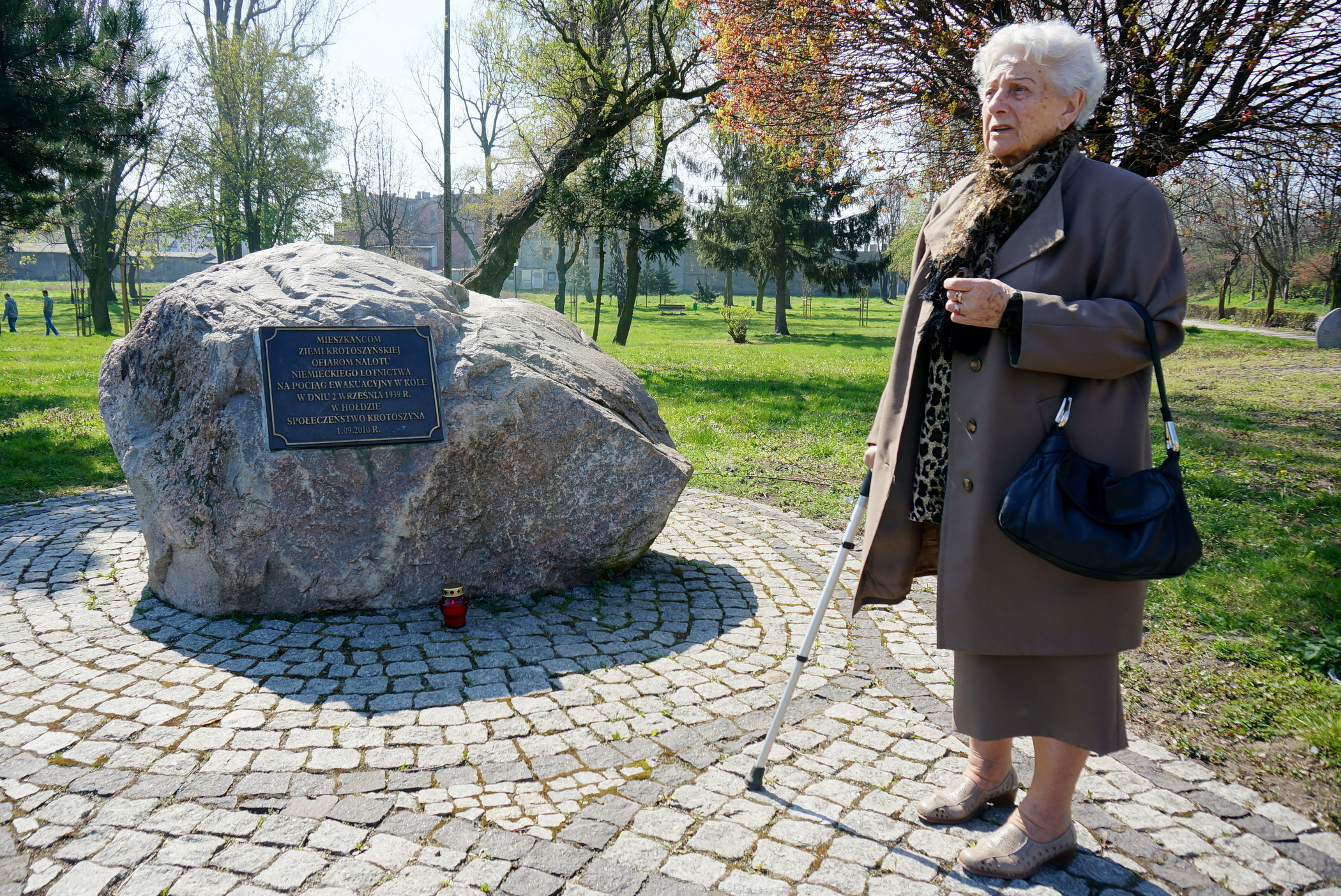
Pomnik upamiętniający ofiary nalotu w Krotoszynie. Obok głazu stoi Irena Kaczmarek, jedna z osób, które przeżyły bombardowanie

Bombardowanie dworca kolejowego w Kole – przeprowadzony 2 września 1939 roku nalot Luftwaffe na dworzec kolejowy w Kole oraz znajdujący się na nim specjalny pociąg ewakuacyjny z Krotoszyna, w wyniku którego zginęło od 100 do 300 osób.

## Pociąg ewakuacyjny
Pociąg był jednym z pociągów przygotowanych do ewakuowania z terenów przygranicznych instytucji państwowych i ich personelu w czasie kampanii wrześniowej. Wycofanie dotyczyło urzędników objętych powszechnym obowiązkiem służbowym, pracowników kolei i poczty oraz policjantów i wojskowych wraz z ich rodzinami. Razem z nimi wywożono również akta urzędowe, pieniądze oraz mienie państwowe.
Pociąg ewakuacyjny stał na dworcu kolejowym w Krotoszynie od godzin porannych 1 września 1939 roku. Do godzin popołudniowych urzędy z powiatu krotoszyńskiego zwoziły na dworzec dokumenty i pieniądze, które następnie ładowano do pociągów. Ewakuowane osoby z Krotoszyna i okolic, wraz z rodzinami, zajmowały natomiast miejsca w odkrytych wagonach towarowych, planowano rozmieścić je w województwie lwowskim.
Pociąg wyruszył z Krotoszyna w godzinach popołudniowych. Następnie poruszał się trasą przez Koźmin Wielkopolski, Jarocin, Wrześnię i Konin. We Wrześni pociąg przetrwał bombardowanie miasta, opuściło go wówczas kilku pasażerów. Wskutek zatorów i korków na trasach kolejowych pociąg dotarł do Koła 2 września, gdzie zatrzymał się na bocznicy przed kolskim dworcem kolejowym.

## Nalot
Około godziny 15:00 lub 16:00 nad miasto nadleciały samoloty Luftwaffe. Według relacji świadków cywile byli przekonani, że były to samoloty lotnictwa polskiego i pozdrawiali je. Niemieckie załogi zrzuciły bomby na dworzec kolejowy, a następnie zawróciły i zbombardowały stojący na bocznicy pociąg. W wyniku nalotu zniszczeniu uległ tender oraz pierwsze wagony składu. Gdy pasażerowie zaczęli opuszczać wagony i uciekać do odległego około 200 metrów lasu, samoloty obniżyły lot oraz rozpoczęły ostrzał uciekających z broni pokładowej. W wyniku bombardowania zapadł się dach budynku dworca, zginęło ponad 100 osób, kilkaset osób zostało też rannych.
Pierwszym lekarzem, który przybył na miejsce zdarzenia, był Żyd, dr. Ignacy Pfeffer. W akcji ratunkowej brała udział młodzież oraz mieszkańcy miasta, którzy prywatnymi wozami, wózkami i dorożkami przewozili rannych oraz ciała do kolskiego szpitala. Gdy w szpitalu w Kole zabrakło miejsc, ranni byli również przewożeni do szpitala w Koninie .
W wyniku bombardowania część mieszkańców opuściła miasto. Naloty na Koło powtarzały się również w dniach następnych, w wyniku bombardowań zawaliło się kilka domów. W okolicach Koła powtarzały się również ataki na uchodźców – 5 września dokonano nalotu na grupę ewakuujących się osób w miejscowości Chojny, w nalocie zginęło wówczas około 60 osób. 6 września w miejscowości Lipie Góry zbombardowano pociąg, w wyniku ataku zginęło 61 osób.
Pasażerów pociągu, którzy przeżyli bombardowanie, zakwaterowano tymczasowo w klasztorze bernardynów w Kole. Według wspomnień pasażerów, część osób udała się dalej pociągiem do Warszawy, Brześcia oraz do Narola i Żółkwi. Starosta krotoszyński Seweryn Wilimowski, który przebywał wówczas w Kole, miał także zorganizować transport autobusami do Żółkwi lub do Zamościa.

## Ofiary
Na zbiorowej mogile w Kole napis informuje o 250 ofiarach. Według Bogusława Polaka w nalocie zginęło 300 osób, monografia Krotoszyna wskazuje na 200 osób, Edward Serwański liczył straty na ponad 100 zabitych oraz 250 rannych.
Według dokumentów parafii Podwyższenia Krzyża Świętego w Kole na cmentarzu pochowanych zostało 100 ofiar nalotu, starszy posterunkowy Antoni Gąsiorkiewicz – policjant odpowiedzialny za pochowanie ciał zabitych – wskazywał w przekazanych w 1959 roku Miejskiej Radzie Narodowej w Kole dokumentach liczbę 111 ofiar. Znane są dane 105 ofiar będących pasażerami pociągu oraz 12 ofiar z Koła i okolic. Większość z nich (67) pochodziła z gminy Krotoszyn, 22 osoby z miasta Zduny, 7 osób z Koźmina, 5 z Kobylina oraz 4 z Sulmierzyc. Zginęły także osoby z Leszna oraz Jarocina oraz pojedynczy mieszkańcy Kalisza, Poznania i Wrześni .
Komendant powiatowy Policji Państwowej Wacław Kwiatkowski zlecił st. post. Antoniemu Gąsiorkiewiczowi zwołanie drużyny roboczej, przewiezienie zwłok na cmentarz i pochowanie ciał w zbiorowej mogile. Według notatek Gąsiorkiewicza pochowano wówczas 111 osób – 10 żołnierzy, 3 leśników, 62 dorosłych cywilów, 35 dzieci i młodzieży w wieku szkolnym oraz 1 kolejarza i 1 osobę, której identyfikacja nie była możliwa. Przedmioty osobiste i dokumenty ofiar zostały przekazane urzędnikom miejskim w zapieczętowanej paczce. W pochowaniu ofiar pomagali również rolnicy z Gozdowa . Pochówek na miejscu wskazanym przez ks. Józefa Mężnickiego odbył się z udziałem księdza z parafii pw. Krzyża Świętego, ale bez udziału bliskich ofiar .
W oddzielnych grobach pochowano także dziewczynkę z rodziny jednego z kolejarzy, żonę policjanta z Krotoszyna – Władysławę Michalczyk oraz kpr. Władysława Gawrońskiego z 3 Pułku Lotniczego i żołnierza Emila Skweresa vel Skeresa . Na cmentarzu wojennym w Kole spoczywają również Izydor Syrej i Piotr Bezpałko – strzelcy z 60 Pułku Piechoty, a także około 30 osób, które zginęły w bombardowaniu na szosie .
Jedną z ofiar nalotu był także Juliusz Kaus – internowany Niemiec, przebywający w momencie ataku w dozorowanym transporcie policyjnym .

## Upamiętnienie
Pierwszy pomnik na zbiorowej mogile ofiar odsłonięto na przełomie lat 50. i 60. XX wieku.
2 września 2010 roku przy dworcu kolejowym w Krotoszynie odsłonięto tablicę pamiątkową poświęconą ofiarom nalotu.
Na ścianie dworca kolejowego w Kole znajduje się również tablica pamiątkowa upamiętniająca ofiary nalotu.
2 września 2014 roku odsłonięto pomnik na miejscu masowego grobu ofiar nalotu na cmentarzu rzymskokatolickim w Kole, który zaprojektowała Aleksandra Zdrodowska, ówczesna uczennica Zespołu Szkół Plastycznych w Kole . Z okazji odsłonięcia pomnika zorganizowano przejazd z Krotoszyna do Koła pociągiem retro „Ewakuacja ’39”.
Scena bombardowania dworca została ukazana w spektaklu „Warthbrücken” autorstwa Dariusza Matysiaka.